# Шелковников, Александр Сергеевич
Александр Сергеевич Шелковников (30 июля 1937, Долгопрудный, СССР — 5 декабря 2011, Москва) — советский яхтсмен, Почётный мастер спорта СССР, участник двух Олимпийских игр: 1960, 1964. Многократный чемпион СССР по парусному спорту, тренер.

## Биография
Отец — Сергей Павлович Шелковников (1910—1993) — жил и работал в посёлке Дирижаблестрой.
Александр начал заниматься парусным спортом в школе у тренера Зворыкина Дмитрия Леонидовича.
Был одним из пионеров освоения класса «Летучий голландец» в СССР.
В парусной сборной СССР с 1958 по 1968 год. Пятикратный чемпион СССР в классе «Летучий голландец» (1958, 1960, 1961, 1963, 1964).
На летних Олимпийских играх 1960 был шестым в классе «Летучий голландец» вместе со шкотовым Виктором Пильчиным.
На летних Олимпийских играх 1964 был пятым в классе «Летучий голландец» вместе со шкотовым Виктором Пильчиным. Поломка рулевого управления не позволила ему завоевать медаль.
Как тренер подготовил 7 мастеров спорта, в том числе: Виктор Пильчин (1940—2004, участник трёх Олимпиад: 1960, 1964, 1968); Виктор Коваленко (ныне почётный гражданин Австралии) и Николай Поляков (серебряный призёр Олимпийских игр 1980, «Солинг»).

Надгробный памятник на могиле Александра Сергеевича Шелковникова. Долгопрудненское кладбище, участок 143.

Похоронен на Долгопрудненском кладбище, участок 143.

## Государственные награды
- Медаль «За трудовое отличие» (16.09.1960) — за успешные выступления в XVII летних и VIII зимних Олимпийских играх 1960 года, а также за выдающиеся спортивные достижения[1]